# Ruta IO32B (Lima)
La ruta IO32B, 1299 o "la G/C" es una ruta de transporte público del área metropolitana de Lima, que conecta los distritos del Ventanilla y San Juan de Lurigancho. El trayecto de esta ruta consta de 82 paradas y dura aproximadamente 1 hora y media.

## Características
Esta ruta de transporte público es operada por Empresa de Transportes Servicios y Comercialización Galilea Express S.A., recorriendo la urbe limeño-chalaca.

### Autorización
La ruta IO32B se encuentra autorizada por la Municipalidad Provincial del Callao (MPC) y la Autoridad de Transporte Urbano (ATU).

## Trayecto
Los autobuses de la ruta IO32B comienzan a operar a las 6:00 a.m. y terminan a las 10:00 p.m. por los distritos de Ventanilla, Callao, San Martín de Porres, Rímac, Lima, El Agustino y San Juan de Lurigancho en las provincias del Callao y Lima pasando por lugares importantes como el Hospital II Lima Norte Luis Negreiros Vega, Plaza de Armas de San Martín de Porres, Puente Rayito de Sol, Puente de Piedra, Puente Balta, Acho, Puente Nuevo y las estaciones Pirámide del Sol, Los Jardines, Los Postes, San Carlos, San Martín, Santa Rosa y Bayóvar.

### Terminales
Su terminal de ida es en la asociación Parque Porcino - Sector 13, en Ventanilla y su terminal de vuelta está en la urbanización Montenegro, en San Juan de Lurigancho.

### Recorrido
| Dirección                        | Avenidas y calles |
| -------------------------------- | --- |
| Ida Hacia San Juan de Lurigancho | Av. Central - Av. del Bierzo - Av. Néstor Gambetta - Av. Elmer Faucett - Av. Tomás Valle - Av. Perú - Jr. Riobamba - Av. Leguía - Jr. Pedregal - Carretera Panamericana Norte - Vía de Evitamiento - Av. José Carlos Mariátegui - Jr. Chinchaysuyo - Jr. San Aurelio - Av. Próceres de la Independencia - Av. Fernando Wiesse - Av. Pachacútec - Av. El Sol. |
| Vuelta Hacia Ventanilla          | Av. El Sol - Av. Pachacútec - Av. Fernando Wiesse - Av. Los Próceres de La Independencia - Av. Pirámide del Sol - Av. José Carlos Mariátegui - Vía de Evitamiento - Carretera Panamericana Norte - Av. Zarumilla - Jr. Riobamba - Av. Perú - Av. Tomás Valle - Av. Elmer Faucett - Av. Néstor Gambetta - Av. del Bierzo - Av. Central.                       |

Los buses de la ruta 1299 actualmente solo cumplen el trayecto de Puente Nuevo hasta el Portón de Jicamarca.